# Джустиниани, Джованни Антонио
Джованни Антонио Джустиниани (итал. Giovanni Antonio Giustiniani; Мадрид,1676 — Генуя, 1735) — дож Генуэзской республики.

## Биография
Родился в Мадриде в 1676 году. С возрастом имя Джованни Антонио Джустиниани фигурирует при различных европейских дворах — в Лиссабоне, Вене, Берлине, Париже и Лондоне.
В августе 1713 года представлял Республики Геную на переговорах с императором Карлом VI по поводу окончательной продажи маркизата Финале Геуне за 1 250 000 крон. Филиппо Каттанео Де Марини был назначен первым «генуэзским губернатором» Финале, что окончило длительную конфронтацию между Геуней и Испанией по поводу Финале.
Был избран дожем 22 сентября 1713 года, 142-м в истории Генуи, став одновременно королём Корсики. Во время его правления состоялся визит в Геную королевы Польши Кристианы Эбергардины Бранденбург-Байрейтской (жены короля Августа II) в июне 1714 года, а в сентябре того же года — будущей жены короля Филиппа V Испанского Изабеллы Фарнезе.
Его мандат завершился 22 сентября 1715 года. Он не получил одобрения Синдикатория для назначения пожизненным прокурором из-за истории с инициированным им без одобрения Совета сноса укреплений Кастель-Гавоне в Финале. Умер в Генуе в 1735 году бездетным и был похоронен в церкви Сан-Доменико.